# Sangala alcera
Sangala alcera är en fjärilsart som beskrevs av Jean Baptiste Boisduval 1870. Sangala alcera ingår i släktet Sangala och familjen mätare. Inga underarter finns listade.